# Куделя (приток Ирпеня)
Куделя — левый приток реки Ирпень за селом Яблоновка.
Истоки берёт в урочищах Дурновка и Попово севернее села Лишня.
Наивысшая точка между двумя урочищами 190,7 метра над уровнем Балтийского моря.
Отметка впадения в реку Ирпень около 125 метров над уровнем Балтийского моря.
Общая протяжённость более 12 км.
В среднем течении реки по обеим её берегам расположена деревня Леоновка.
В пойме реки Куделя в среднем её течении имеются карьеры с глиной пригодной для изготовления кирпичей.
Кирпичный завод в деревне Леоновка существовал ещё в XIX веке, работает с переменным успехом и до сегодняшнего дня.
Протекает только по территории Киевской области, Макаровского района.

## Источник
- Карты генерального штаба М-35-72 и 3-верстовые карты Шуберта лист 22-8.